# 杜聿明
杜 聿明（と いつめい、1904年11月28日 - 1981年5月7日）は、第二次世界大戦（日中戦争）とその後の中国国共内戦において活動した、中国国民党軍（国民革命軍）の軍人である。字は光亭。

## 事績
1924年、黄埔軍官学校に第一期の学生として入学。士官候補生クラスの最初の卒業生であり、同校の校長である蔣介石に信頼されることになる。

## 日中戦争での活動
1937年、少将に任じられ、装甲兵団長となった。同兵団は上海防衛と南京防衛に参加した。1939年、第5軍が編成されるとその軍長となり、第一次長沙会戦と崑崙関の戦いで活躍した。1939年には雲南に進駐し、昆明警備総司令を務める。
1942年、日本軍がビルマに進攻すると（ビルマの戦い）、蔣介石は英米軍と協力して「援蔣ルート」を確保するために遠征軍（司令官：ジョセフ・スティルウェル中将）を派遣した。杜聿明はその副司令官として3月中旬から6月上旬にかけてのビルマにおける戦闘に従事した。結局この戦闘で中国軍は10万人の将兵の半数が死傷するという悲惨な敗北を喫するが、杜聿明の蔣介石に対する盲目的な服従が影響したと見なされている。しかし、杜聿明は蔣介石の熱心な支持者であったため、その失敗を罰せられることはなかった。1945年2月、中将に昇進。

## 国共内戦の敗北、晩年
第二次世界大戦終結後の1945年10月、杜聿明は雲南の地方軍閥の竜雲を排除し、中国西南部における国民党の立場を強めることに貢献した。同月、国共内戦が激化する中で、杜聿明は東北九省保安司令部司令長官に任命され、中国東北部（満州）に派遣され四平攻防戦を指揮した。その後も野戦司令官として転戦し、国民党が東北から撤退すると徐州に転戦した。1948年12月、新華社によって「43人の国民党戦犯」の一人に指名された。
1949年1月、淮海戦役の際に河南省永城県陳官荘で中国共産党軍の捕虜となった。43人の「戦犯」の中で唯一捕虜となった杜聿明は功徳林戦犯管理所に送られ、思想改造を施された。1959年12月、恩赦を受けて釈放された。その後、中国人民政治協商会議の高い地位が与えられている。報道によれば、杜聿明の義理の息子（長女の杜致礼の夫）である楊振寧（1957年ノーベル物理学賞受賞者）が中国に帰国するよう杜聿明が説得することを中国政府が望んだためであるという。
1981年5月7日、北京で病没。享年78（満76歳）で没した。

## エピソード
- 国共内戦の末期、杜聿明は、蔣介石の最も信頼している参謀の一人が共産主義者の工作員ではないかと推測した。その唯一で確かな証拠は、堕落した多くの国民党幹部や将校とは異なり、スパイ容疑者が潔癖だからというものであった。杜聿明がこの意見を述べたとき、まるで国民党がみな腐敗し共産党（なお、杜聿明の妻の曹秀清はかつて共産党員であった）が廉潔であるかのようなものだとして蔣介石は怒った。なお、このとき杜聿明が疑った「共産党のスパイ」は、皮肉なことにのちに杜聿明と同じ政治組織に所属することとなり、二人は交友を結んだ。